# Wilhelm Molly

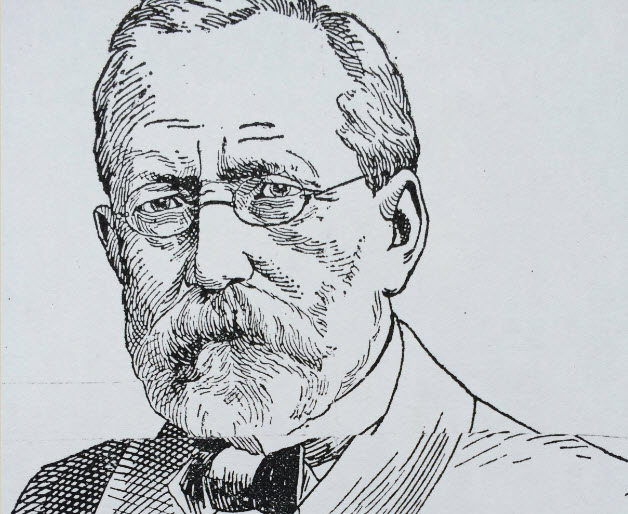
Wilhelm Molly

Wilhelm Molly (* 25. Oktober 1838 in Blasbach bei Wetzlar; † 18. Februar 1919 in Neu-Moresnet) war ein deutscher Allgemeinmediziner und Förderer der Esperantosprache.

## Leben
Molly studierte Medizin in Marburg und Halle und promovierte zum Thema Kehlkopfentzündung. In Halle wurde er 1861 Mitglied der Burschenschaft Alemannia auf dem Pflug. 1863 zog er nach Neutral-Moresnet und eröffnete dort am 1. Januar 1864 eine Hausarztpraxis. Er genoss in der Bevölkerung ein hohes Ansehen, da er es unter anderem schaffte, eine drohende Cholera-Epidemie abzuwenden. Bald folgte seine Ernennung zum Betriebsarzt/Knappschaftsarzt der Galmeimine der Société Anonyme des Mines et Fonderies de Zinc de la Vieille-Montagne. Als Stabsarzt nahm Molly am Deutsch-Französischen Krieg von 1870 bis 1871 teil und wurde 1891 zum Sanitätsrat und 1904 zum Geheimrat ernannt.
In der Geschichte Neutral-Moresnets, wo er ab 1881 zum stellvertretenden Bürgermeister gewählt worden war, spielte er eine bedeutende Rolle. Er gründete beispielsweise zusammen mit dem Apotheker Dovifat und anderen die Kelmiser Postanstalt, die eigene Briefmarken mit der zweisprachigen Aufschrift Poste intérieure territoire neutre de Moresnet herausgab, die die Unabhängigkeit des Gebietes verdeutlichen sollten. Da Neutral-Moresnet aber immer noch unter französischem Recht stand und weil nach einem Gesetz von 1711 der Postdienst ein Staatsmonopol bleiben musste, wurde diese Tätigkeit bereits nach 17 Tagen verboten. Entsprechend der geringen Auflage dieser Marken zählen diese heutzutage zu den großen Raritäten der Philatelie.
Bedeutender jedoch sind Mollys ab 1906 stattfindende Bestrebungen gewesen, zusammen mit dem französischen Professor und Freimaurerkollegen Gustave Roy Neutral-Moresnet unter dem Namen Amikejo (Esperanto für „Ort der Freundschaft“) in einen Esperantostaat umzuwandeln. Viele internationale Zeitungen berichteten über das Ansinnen, das 1908 mit der Gründungsversammlung umgesetzt wurde. Beim 4. Esperanto-Weltkongress in Dresden im gleichen Jahr wurde sogar beschlossen, Neutral-Moresnet statt Den Haag zur Welthauptstadt der Esperantisten zu küren, doch der einige Jahre später beginnende Erste Weltkrieg machte alle weiteren Bestrebungen zunichte. Heute lebt das Esperanto in einer Gruppe Kelmiser Esperantisten weiter, die 2006 ihr hundertjähriges Jubiläum feierten und dabei eine Gedenktafel für die Initiatoren Roy und Molly enthüllten, die sich derzeit im Museum Vieille Montagne befindet.
Wilhelm Molly fand seine letzte Ruhestätte auf dem evangelischen Friedhof in Kelmis.

## Schriften
- Guilelmus Henricus Fridericus Molly: De laryngitide crouposa. Dissertatio inauguralis medica. Lange, Berolini 1861, zugleich: Dissertation, Universität Berlin, 1861

## Ehrungen
- Wilhelm Molly erhielt von Belgien den Croix Civique.
- Preußen machte ihn zum Träger des Kronenordens und des Roten Adlerordens.
- Ebenfalls erhob Preußen ihn vom Sanitätsrat zum Geheimen Sanitätsrat.
- In Neu-Moresnet trägt eine Straße seinen Namen.